# Apiophora paulseni
Apiophora paulseni är en tvåvingeart som beskrevs av Philippi 1865. Apiophora paulseni ingår i släktet Apiophora och familjen Mydidae. Inga underarter finns listade i Catalogue of Life.